# 'O primmo giuramento/Scugnezziello
 'O primmo giuramento/Scugnezziello, pubblicato nel 1963, è l'ottavo singolo di Mario Merola.

## Descrizione
Il disco contiene due cover. Già nel 1962, con il suo secondo 45 giri, Merola aveva inciso i due brani con la Deafon nel disco Scugnezziello/'O primmo giuramento.

## Tracce
Lato A
- 'O primmo giuramento (Sorrentino - Chiarazzo)

Lato B
- Scugnezziello (Sciotti - Barbella - Palumbo)